# Täby
Täby – miejscowość (tätort) w Szwecji, siedziba władz administracyjnych gminy Täby, w regionie Sztokholm, liczące około 58 593 tys.. mieszkańców (2005). Ośrodek przemysłowy. Leży 15 kilometrów na północny wschód od Sztokholmu. Przez miasto przechodzi trasa europejska E18

## Miasta partnerskie
- Reinbek, Niemcy